# جلين ماثياس
جلين ماثياس (بالإنجليزية: Glyn Mathias)‏ هو مقدم تلفزيوني بريطاني، ولد في 19 فبراير 1945 في بريكون في المملكة المتحدة.